# ザウマーゲン

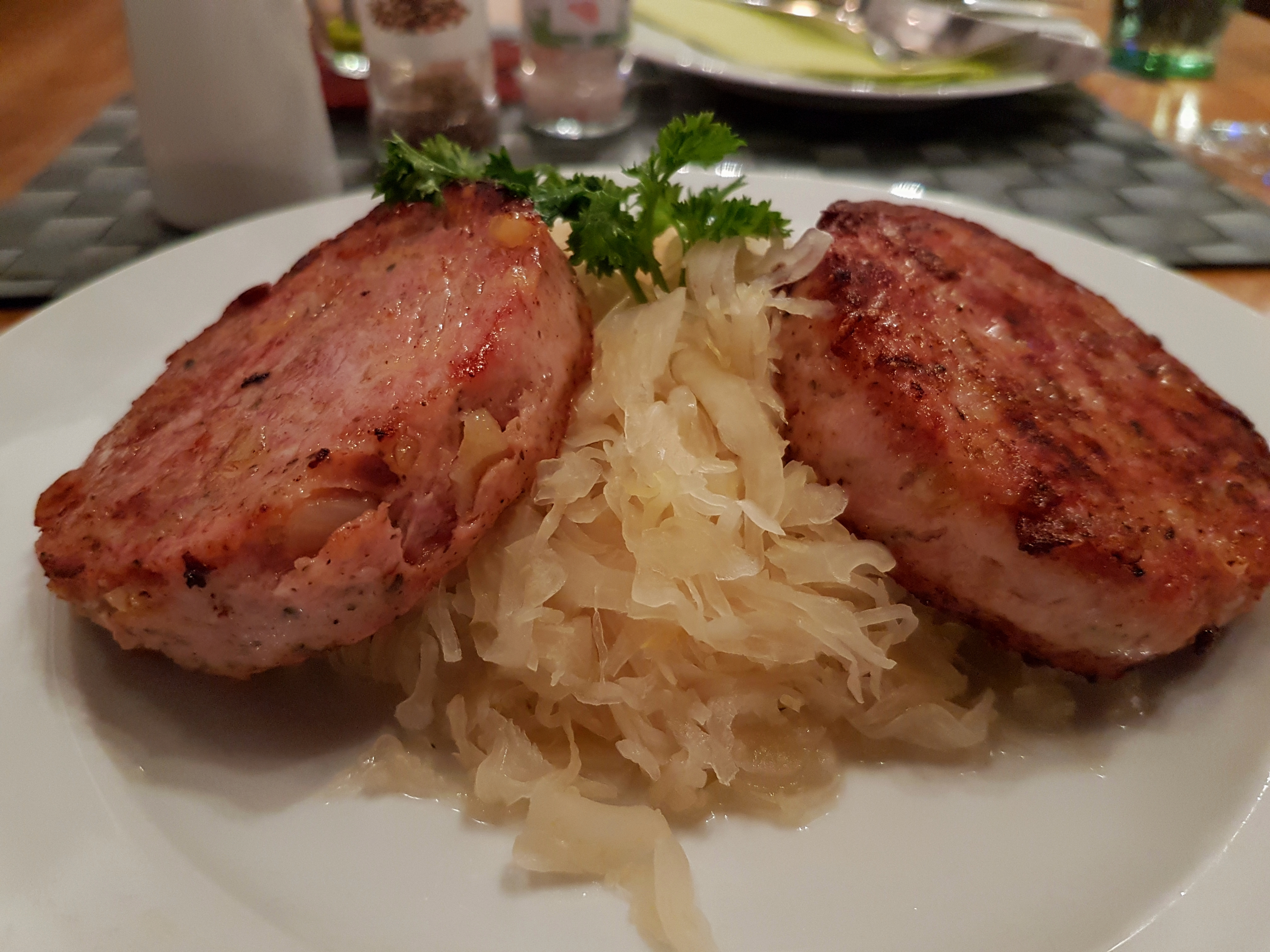
ザウマーゲンとザワークラウト

ザウマーゲン（ドイツ語: Saumagen）、プフェルツァー・ザウマーゲン（ドイツ語: Pfälzer Saumagen）はドイツ・ラインラント＝プファルツ州のソーセージ、郷土料理。
ソーセージは「腸詰め」とも表現されるわけではあるが、ザウマーゲンはケーシングに腸ではなく豚の胃袋を使用する。胃袋の中に詰めるのはハーブや香辛料を混ぜた一般的なソーセージの中身に加えて、角切りにされたジャガイモがたっぷりと入る。
厚めに輪切りにしたものを温めて提供され、付け合わせにはザワークラウトが一般的である。
ドイツの連邦首相だったヘルムート・コールの好物としても知られ、輪切りにしたものは「プライム・ミニスター・ステーキ」とも呼ばれる。